# Solanum psychotrioides
Solanum psychotrioides är en potatisväxtart som beskrevs av Michel Félix Dunal. Solanum psychotrioides ingår i släktet skattor som ingår i familjen potatisväxter. Inga underarter finns listade i Catalogue of Life.